# Milano-Modena 1930
La Milano-Modena 1930, ventunesima edizione della corsa, si svolse il 17 agosto 1930 su un percorso di 181 km. La vittoria fu appannaggio dell'italiano Aimone Altissimo che precedette i connazionali Aldo Canazza e Armando Zucchini. Tuttavia se si considera la classifica dei soli professionisti vincitore fu Aldo Canazza, che completò il percorso in 4h50'00", alla media di 34,442 km/h, precedendo 14 connazionali classificati ex æquo: Alessandro Catalani, Alfonso Crippa, Eraldo Fornari, Amilcare Galloni, Arnaldo Giannini, Romolo Lazzaretti, Pietro Linari, Michele Mara, Ettore Meini, Giuseppe Pancera, Domenico Piemontesi, Eduardo Severgnini, Battista Visconti, Adriano Zanaga.

## Ordine d'arrivo (Top 3)
| Pos. | Corridore        | Squadra | Tempo    |
| ---- | ---------------- | ------- | -------- |
| 1    | Aimone Altissimo | -       | ?        |
| 2    | Aldo Canazza     | Paletti | 4h50'00" |
| 3    | Armando Zucchini | -       | ?        |